# Baron Beresford
Baron Beresford ist ein erblicher britischer Adelstitel, der einmal in der Peerage of Ireland und zweimal in der Peerage of the United Kingdom verliehen wurde.

## Verleihungen
In erster Verleihung wurde am 4. November 1720 in der Peerage of Ireland der Titel Baron Beresford, of Beresford in the County of Cavan, für Sir Marcus Beresford, 4. Baronet geschaffen. Gleichzeitig wurde ihm der übergeordnete Titel Viscount Tyrone verliehen. Sein Vater hatte ihm 1701 den Titel Baronet, of Coleraine in the County of Londonderry, geschaffen 1665 in der Baronetage of Ireland, hinterlassen. 1746 wurde er zum Earl of Tyrone erhoben. Sein Sohn, der 2. Earl wurde 1786 zum Baron Tyrone und 1789 zum Marquess of Waterford erhoben. Die Baronie ist bis heute ein nachgeordneter Titel des Marquess.
In zweiter Verleihung wurde am 3. Mai 1814 in der Peerage of the United Kingdom der Titel Baron Beresford, of Albuera and Dungarvan in the County of Waterford, für den General Sir William Carr Beresford geschaffen. Dieser war ein unehelicher Sohn des 1. Marquess of Waterford. 1823 wurde er zudem zum Viscount Beresford, of Beresford in the County of Stafford erhoben. 1811 und 1812 waren ihm die portugiesischen Titel Conde de Trancoso und Marquês de Campo Maior verliehen worden. Seine Titel erloschen bei seinem Tod am 8. Januar 1854.
In dritter Verleihung wurde am 28. Januar 1916 in der Peerage of the United Kingdom der Titel Baron Beresford, of Metemmeh and Curraghmore in the County of Waterford, für den Admiral Lord Charles William Beresford geschaffen. Dieser war der zweite Sohn des 4. Marquess of Waterford. Der Titel erlosch bei seinem Tod am 6. September 1919.

## Liste der Barone Beresford

### Barone Beresford, erste Verleihung (1720)
- Marcus Beresford, 1. Earl of Tyrone, 1. Baron Beresford (1694–1763)
- George Beresford, 1. Marquess of Waterford, 2. Baron Beresford (1735–1800)
- Henry Beresford, 2. Marquess of Waterford, 3. Baron Beresford (1772–1826)
- Henry Beresford, 3. Marquess of Waterford, 4. Baron Beresford (1811–1859)
- John Beresford, 4. Marquess of Waterford, 5. Baron Beresford (1814–1866)
- John Beresford, 5. Marquess of Waterford, 6. Baron Beresford (1844–1895)
- Henry Beresford, 6. Marquess of Waterford, 7. Baron Beresford (1875–1911)
- John Beresford, 7. Marquess of Waterford, 8. Baron Beresford (1901–1934)
- John Beresford, 8. Marquess of Waterford, 9. Baron Beresford (1933–2015)
- Henry Beresford, 9. Marquess of Waterford, 10. Baron Beresford (* 1958)

Voraussichtlicher Titelerbe (Heir apparent) ist der Sohn des aktuellen Titelinhabers Richard Beresford, Earl of Tyrone (* 1987).

### Barone Beresford, zweite Verleihung (1814)
- William Beresford, 1. Viscount Beresford, 1. Baron Beresford (1768–1854)

### Barone Beresford, dritte Verleihung (1916)
- Charles Beresford, 1. Baron Beresford (1846–1919)